# Appio Claudio Pulcro (console 212 a.C.)
Appio Claudio Pulcro (in latino Appius Claudius Pulcher; 252 a.C. circa – Capua, 211 a.C.) è stato un politico romano appartenente alla gens Claudia.

## Biografia
Fu edile curule nel 217 a.C. L'anno successivo fu tribuno militare e combatté a Canne. Assieme a Publio Cornelio Scipione si rifugiò con le poche truppe rimaste in Canusio ed assieme all'Africano ne assunse il comando.
In seguito, nel 215 a.C., fu eletto pretore per la Sicilia, dove fece condurre le legioni reduci da Canne, tentò di attaccare Locri, occupata da Annibale, ma senza riuscirvi. Mandò ambasciatori a Geronimo, tiranno di Siracusa, per cercare di rompere l'alleanza con Cartagine. Ottenendo risposta negativa, Pulcro fece occupare le terre limitrofe ad essa.
Negli anni seguenti rimase in Sicilia come legato di Marcello, per otto mesi durante l'assedio di Siracusa, e fu comandante della flotta romana, composta da 100 quinqueremi. Espugnò Leontini, odierna Lentini, assieme a Marco Claudio Marcello, e inviato in licenza si candidò al consolato a Roma.
Divenne console con Quinto Fulvio Flacco nel 212 a.C. e insieme allo stesso istituì i ludi Apollinari. Combatté con successo, insieme al collega contro Annone, comandante dei Cartaginesi, e pose sotto assedio Capua, rimanendo ferito. Giunta ormai la fine dell'anno (212 a.C.), il senato romano deliberò che il pretore Publio Cornelio Silla inviasse a Capua ai consoli una lettera, dove si diceva che, fino a quando Annibale fosse stato assente e intorno a Capua non vi fosse nulla di importante da fare, uno di loro raggiungesse Roma, per procedere all'elezione dei nuovi magistrati. Ricevuta la lettera, i consoli decisero che fosse Appio Claudio a radunare i comizi, mentre Fulvio manteneva l'assedio presso Capua.
A Quinto Fulvio e Appio Claudio (consoli nel 212 a.C.), fu prorogato il comando come proconsoli nel (211 a.C.) e furono assegnati gli eserciti già in loro possesso. Ricevettero, quindi, l'ordine di non allontanarsi dall'assedio di Capua prima di aver conquistato la città.
Appio Claudio si oppose al collega che non voleva usare clemenza ai ribelli campani. Il disaccordo tra i due portò a scrivere al senato, non solo in merito alla decisione da prendere, ma anche per dare la possibilità di interrogare i prigionieri. E poiché Fulvio, non riteneva opportuno che i senatori campani fossero ascoltati, per evitare che gli stessi potessero compiere azioni delatorie nei confronti degli alleati di stirpe latina e mettere a repentaglio alleanze consolidate, decise di partire per Teanum con 2.000 cavalieri all'alba. Giunto nella cittadina, comandò al supremo magistrato di far portare al suo cospetto quei Campani che erano sotto la sua custodia. Quando furono davanti a lui, li fece massacrare a colpi di verga e decapitare con la scure. Subito dopo, a grande velocità si recò a Cales, dove fece condurre gli altri prigionieri Campani. Secondo quanto racconta Livio, giunse in quel momento un messo da Roma che recava la risposta del Senato romano sul da farsi, ma sembra che Fulvio non la lesse e procedette a mettere a morte tutti i prigionieri rimasti.
Secondo alcune fonti sarebbe morto al momento della resa di Capua.